# Episodi di State Trooper (seconda stagione)
La seconda stagione della serie televisiva State Trooper è andata in onda negli Stati Uniti dal 1957 al 1958 sulla NBC.
| nº | Titolo originale                    | Prima TV USA |
| -- | ----------------------------------- | ------------ |
| 1  | The Black Leaper                    | ?            |
| 2  | The Talking Corpse                  | ?            |
| 3  | The Gandy Dancers of Steptoe Valley | ?            |
| 4  | The Sound of Death                  | ?            |
| 5  | The Dancing Dowager                 | ?            |
| 6  | Diamonds in the Rough               | ?            |
| 7  | Cable Car to Tombstone              | ?            |
| 8  | The Perilous Picnic                 | ?            |
| 9  | Grudge Race                         | ?            |
| 10 | Dangerous Honeymoon                 | ?            |
| 11 | The Doll Who Couldn't Sleep         | ?            |
| 12 | Full Circle                         | ?            |
| 13 | Death on Wheels                     | ?            |
| 14 | The Bride Wore Bullets              | ?            |
| 15 | The Sweetheart of Sigmund Kaye      | ?            |
| 16 | Crisis at Comstock                  | ?            |
| 17 | The Case of the Happy Dragon        | ?            |
| 18 | Wild Green Yonder                   | ?            |
| 19 | Stay Lost, Little Girl              | ?            |
| 20 | The Widow Makers                    | ?            |
| 21 | The Sniper                          | ?            |
| 22 | 312 Vertical                        | ?            |
| 23 | Another Chance                      | ?            |
| 24 | 710 Hysteria Street                 | ?            |
| 25 | Firebug                             | ?            |
| 26 | Kitchen Kill                        | ?            |
| 27 | The Last Waltz                      | ?            |
| 28 | Still Water Runs Red                | ?            |
| 29 | No, My Darling Daughter             | ?            |
| 30 | Hard Rock Man                       | ?            |
| 31 | Key to a Killer                     | ?            |
| 32 | The Woman Who Cried Wolf            | ?            |
| 33 | Inherit a Bullet                    | ?            |
| 34 | The Winnemucca Weskit               | ?            |
| 35 | Joker's Dead                        | ?            |
| 36 | You Can't Run Forever               | ?            |
| 37 | Sweet and Gentle LTD.               | ?            |
| 38 | When the Cat's Away                 | ?            |
| 39 | The Clever Man                      | ?            |

## The Black Leaper
- Prima televisiva: ?

### Trama
- Guest star:

## The Talking Corpse
- Prima televisiva: ?
- Diretto da: Richard Irving
- Scritto da: Lawrence Kimble

### Trama
- Guest star: Don Kohler (Frank Mattlock), Charles Keane (Ranger Clyde Dorn), Lewis Martin (Henry Duprez), Craig Stevens (Bancroft), Jeanne Cooper (Emma Duprez)

## The Gandy Dancers of Steptoe Valley
- Prima televisiva: ?

### Trama
- Guest star: Laurie Carroll (Francesca), Claude Akins (Janskey), Sid Cassel (Viejo)

## The Sound of Death
- Prima televisiva: ?

### Trama
- Guest star: Guy Kingsford, Roy Engel

## The Dancing Dowager
- Prima televisiva: ?

### Trama
- Guest star: Noreen Nash (Cynthia), Larry Kerr (Hayes), Harry Hickox (Elder), Paul Keast (Grant)

## Diamonds in the Rough
- Prima televisiva: ?
- Diretto da: John English
- Scritto da: Fenton Earnshaw

### Trama
- Guest star: Scott Roberts (McQueen), Ralph Reed (Eddie Long), David McMahon (sceriffo Jim Carney), Russ Conway (Deputy Jim Long), Sara Shane (Marilyn Dare)

## Cable Car to Tombstone
- Prima televisiva: ?
- Diretto da: Tom Gries
- Scritto da: Lawrence Kimble

### Trama
- Guest star: Dennis Moore (William Boger), Harry Hickox (sceriffo Elder), Ann Morrison (Mrs. Boger), Larry J. Blake (Harvey Steen), Ross Elliott (Wes James/Johnny Henderson)

## The Perilous Picnic
- Prima televisiva: ?
- Diretto da: John English
- Scritto da: Barry Shipman

### Trama
- Guest star: Harry Hickox (sceriffo Elder), Kenneth Patterson (Brighton), Sue George (Sue Adams), Jeanne Bates (Martha Adams), John Dennis (Burt Granville), Thomas P. Dillon (Lesley Adams), Veda Ann Borg (Sheila Granville)

## Grudge Race
- Prima televisiva: ?
- Diretto da: Tom Gries
- Scritto da: Fenton Earnshaw

### Trama
- Guest star: Joe Haworth, Robert Brubaker, Harry Hickox (sceriffo Elder), Ric Roman, Mary Munday, S. John Launer, Brian G. Hutton

## Dangerous Honeymoon
- Prima televisiva: ?
- Diretto da: John English
- Scritto da: Barry Shipman

### Trama
- Guest star: Tom Greenway (sceriffo Bronson), Oliver McGowan (Robert Stone), Francis DeSales (Donald Perry), Sally Fraser (Nancy Sheldon), Paul Smith (Jim Sheldon), Walter Reed (William Baxter)

## The Doll Who Couldn't Sleep
- Prima televisiva: ?

### Trama
- Guest star:

## Full Circle
- Prima televisiva: ?

### Trama
- Guest star: Virginia Gregg (Laura), Bartlett Robinson (Marco), Tom Greenway (sceriffo Bronson)

## Death on Wheels
- Prima televisiva: ?
- Diretto da: Stanley Shpetner
- Scritto da: Fenton Earnshaw

### Trama
- Guest star: Jeanne Cooper, Leo Gordon, Harry Lauter (Hal Michaels), Kenneth R. MacDonald, Tom Greenway (sceriffo Bronson), Robert Williams (Paul Stader)

## The Bride Wore Bullets
- Prima televisiva: ?

### Trama
- Guest star:

## The Sweetheart of Sigmund Kaye
- Prima televisiva: ?
- Diretto da: Stanley Shpetner
- Scritto da: Lawrence Kimble

### Trama
- Guest star: Norma Eberhardt (Doris Green), Eddie Parker (Deputy Jim Daley), Corey Allen (Sigmund Kaye), Walter Coy (Doc Brennan), John Harmon (impiegato)

## Crisis at Comstock
- Prima televisiva: ?
- Diretto da: John English
- Scritto da: Barry Shipman

### Trama
- Guest star: Stanley Farrar (Bates), Myron Healey (Ed Benson), Douglas Kennedy (Harry Goodman), Virginia Gregg (Helen Zomby)

## The Case of the Happy Dragon
- Prima televisiva: ?
- Diretto da: Richard Irving
- Scritto da: Lawrence Kimble

### Trama
- Guest star: Alexander Campbell (sceriffo Logan), Harold Fong (Jung), Norman Leavitt (Ross Partridge), Francis Tong (Mei Ling Kam), Chris Alcaide (Joe Forrest), Pat Hogan (Walter Kam), Joi Lansing (Angie), Marvin Miller (sergente Clarence Wong)

## Wild Green Yonder
- Prima televisiva: ?
- Diretto da: John English
- Scritto da: Fenton Earnshaw

### Trama
- Guest star: Angie Dickinson (Betty Locke), Dale Cummings (caporale Craddock), Doris Singleton (Mary Jenson), Bart Burns (Agent Dent), Don Keefer (Ed Locke), Jan Merlin (Ben Miller)

## Stay Lost, Little Girl
- Prima televisiva: ?
- Diretto da: John English
- Scritto da: Barry Shipman

### Trama
- Guest star: Leonard Bell (Chip Martin), Harlan Warde (Tom Schigalo), Tom Greenway (sceriffo Bronson), Ann McCrea (Mildred Deleo-Schigalo), Ralph Moody (Peter Hulkshur), Jack Kirkwood (Howard Healey)

## The Widow Makers
- Prima televisiva: ?

### Trama
- Guest star:

## The Sniper
- Prima televisiva: ?

### Trama
- Guest star:

## 312 Vertical
- Prima televisiva: ?
- Diretto da: Richard Irving
- Scritto da: Fenton Earnshaw

### Trama
- Guest star: Robert Armstrong (sceriffo Anderson), Dick Crockett (conducente), Dabbs Greer (Ed Grimes), Jean Byron (Beverly), Jean Willes (Ann), Herschel Bernardi (Jake Carney), Richard Karlan (Ross Daley)

## Another Chance
- Prima televisiva: ?

### Trama
- Guest star: Robert Armstrong (sceriffo Anderson), Walter Barnes (Grindell), Henry Hunter (Spencer), Robert Burton (Miller), Rachel Ames (Mary), Robert Vaughn (Mitch)

## 710 Hysteria Street
- Prima televisiva: ?
- Diretto da: Boris Sagal
- Scritto da: Lawrence Kimble

### Trama
- Guest star: Robert Armstrong (sceriffo Anderson), Sheila Bromley (Gladys Henderson), Frank Albertson (John Henderson), Sandra Knight (Jenny), Lee Van Cleef (Frank Parnessa)

## Firebug
- Prima televisiva: ?
- Diretto da: John English
- Scritto da: Barry Shipman

### Trama
- Guest star: Robert Armstrong (sceriffo Anderson), Charles Horvath (Daniel Hobbs), Richard Devon (Willie Reeves), Paul Brinegar (negoziante), Jolene Brand (Mrs. Reinhardt), Tod Griffin (John Reinhardt), Jack Daly (Nick May), Penny Santon (Mother May)

## Kitchen Kill
- Prima televisiva: ?
- Diretto da: John English
- Scritto da: Lawrence Kimble
- Soggetto di: Jonathan Craig

### Trama
- Guest star: Richard H. Cutting (sceriffo Bronson), Paul Power (Grantson), Fred Sherman (Medical Examiner), Jack Albertson (dottor Wenner), Richard Crane (Jeff Hopkins), Ralph Clanton (Ted Joiner), Rebecca Welles (Betty Dolan)

## The Last Waltz
- Prima televisiva: ?
- Diretto da: Boris Sagal
- Scritto da: Lawrence Kimble

### Trama
- Guest star: Robert Armstrong (sceriffo Anderson), Fred Krone (Oral), Harry Tyler (Pop), Jeanne Bates (Kate Bayla), William Phipps (Ernie), Ellen Parker (Clara Potter), James Westerfield (Chauncy Potter)

## Still Water Runs Red
- Prima televisiva: ?
- Diretto da: John English
- Scritto da: Barry Shipman

### Trama
- Guest star: Paul Baxley (lavoratore nel ranch), Dale van Sickel (Jed), Tod Griffin (Bill Larson), Barbara Stuart (Anita Moorehead), Jeanette Nolan (Lola Tucker), Wilton Graff (colonnello Moorehead)

## No, My Darling Daughter
- Prima televisiva: ?
- Diretto da: John English
- Scritto da: Barry Shipman

### Trama
- Guest star: Robert Armstrong (sceriffo Anderson), George Cisar (impiegato dell'hotel), Arthur Batanides (Nick Shawn), Patricia Hardy (Desra Bolling), Maurice Manson (Donald Bolling), Don Oreck (Victor Marks)

## Hard Rock Man
- Prima televisiva: ?
- Diretto da: Richard Irving
- Scritto da: Lawrence Kimble

### Trama
- Guest star: Douglas Fowley (Black Jack Neibert), Bart Burns (capitano Horton), Joan Banks (Edna Linkman), Paula Raymond (Connie Moser)

## Key to a Killer
- Prima televisiva: ?
- Diretto da: Lawrence Dobkin
- Scritto da: Fenton Earnshaw

### Trama
- Guest star: Jean Willes (Ruby Nowell), Harry Lauter (Ben Everett), Robert Foulk (Jim Granite), Richard H. Cutting (sceriffo Bronson), Jack Moyles (Eddie Scott)

## The Woman Who Cried Wolf
- Prima televisiva: ?
- Diretto da: John English
- Scritto da: Barry Shipman

### Trama
- Guest star: Richard H. Cutting (sceriffo Bronson), Billy Snyder (Bill Lacy), Whitney Blake (Myra Cabot), Mike Connors (Jim Madison), Virginia Gregg (Clara Lacy)

## Inherit a Bullet
- Prima televisiva: ?
- Diretto da: Boris Sagal
- Scritto da: Lawrence Kimble

### Trama
- Guest star: Fred Ridgeway (Baker Easton), Anne Sargeant (Katherine Baker Easton), Robert Herrman (Ross), Carolyn Leigh (Jennie), Sara Haden (Agnes Easton)

## The Winnemucca Weskit
- Prima televisiva: ?
- Diretto da: John English
- Scritto da: Lawrence Kimble

### Trama
- Guest star: John Mitchum (Deputy Joe Dugan), Dale van Sickel (Blainey Bartel), Sally Brophy (Marie Marvin), Jean Byron (Millie), Craig Stevens (Johnny Marvin)

## Joker's Dead
- Prima televisiva: ?
- Diretto da: Lawrence Dobkin
- Scritto da: Barry Shipman

### Trama
- Guest star: Kasey Rogers (Molly Crane), Robert Armstrong (sceriffo Anderson), Marian Collier (Woman in Spa), Eleanore Tanin (Mrs. Milford), Karl Davis (Big Mike George), Whit Bissell (Charles Bowman), John Stephenson (Paul Skaggs)

## You Can't Run Forever
- Prima televisiva: ?
- Diretto da: Boris Sagal
- Scritto da: Fenton Earnshaw

### Trama
- Guest star: Robert Armstrong (sceriffo Anderson), Paul Stader (Ed Lerner), Read Morgan (Trooper Gaines), Ron Hagerthy (Bob Evans), Christine White (Lucille Drake), Fay Baker (Norma Evans), King Calder (Harvey Evans)

## Sweet and Gentle LTD.
- Prima televisiva: ?
- Diretto da: John English
- Scritto da: Lawrence Kimble

### Trama
- Guest star: Tyler McVey (sceriffo Billings), Tol Avery (Leo Hogue), Andrea King (Margaret Dorn), Malinda Vickers (Constance Trayles)

## When the Cat's Away
- Prima televisiva: ?
- Diretto da: John English
- Scritto da: Barry Shipman

### Trama
- Guest star: Charles Horvath (Roustabout), Jack Daly (Dolan), Holly Bane (Blinky), Chris Alcaide (Bart), Addison Richards (Sam Cooley), Barbara Baxley (Zelda)

## The Clever Man
- Prima televisiva: ?
- Diretto da: Lawrence Dobkin
- Scritto da: Lawrence Kimble

### Trama
- Guest star: Nora Marlowe (Sarah Brinkman), Barbara Fuller (Lois Brinkman), Frank Wilcox (Walter Eagles), William Swan (Joe Landers), Jacqueline Scott (Betty Landers)